# Morningside (Dakota Południowa)
Morningside – jednostka osadnicza w Stanach Zjednoczonych, w stanie Dakota Południowa, w hrabstwie Beadle.